# Équipe d'Algérie de football en 1970
L'équipe d'Algérie de football L'équipe d'Algérie est entraînée par Hamid Zouba et Abdelaziz Ben Tifour.

## Les matchs
| Date             | Stade, Ville, Pays                 | Adversaire | Score | Comp | Buteurs algériens  |
| 10 décembre 1970 | Stade El Annasser Alger, Algérie   | Maroc      | 3 - 1 | QCAN | Khalem 46e 60e 80e |
| 27 décembre 1970 | Stade Mohammed V Casablanca, Maroc | Maroc      | 3 - 0 | QCAN |                    |

Légende: QCAN : Qualifications à la Coupe d'Afrique des nations de football 1972

### Bilan
| Rang | Équipe  | Pts | J | G | N | P | Bp | Bc | Diff |
| ---- | ------- | --- | - | - | - | - | -- | -- | ---- |
| #    | Algérie | 3   | 2 | 1 | 0 | 1 | 3  | 4  | -1   |